# Oxira ottonisbanghaasi
Oxira ottonisbanghaasi är en fjärilsart som beskrevs av Felix Bryk 1948. Oxira ottonisbanghaasi ingår i släktet Oxira och familjen nattflyn. Inga underarter finns listade i Catalogue of Life.